# Cassida alpina
Cassida alpina là một loài bọ cánh cứng trong họ Chrysomelidae. Loài này được Bremi Wolf miêu tả khoa học năm 1855.

## Hình ảnh

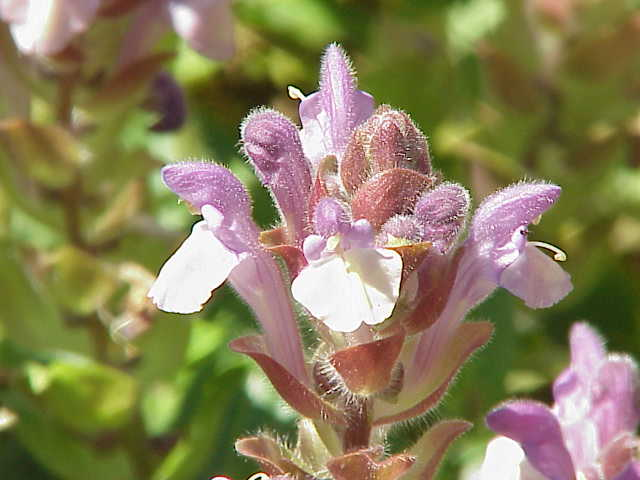
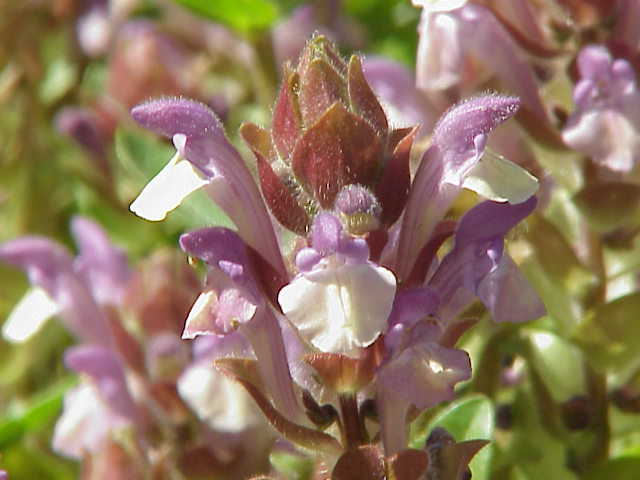
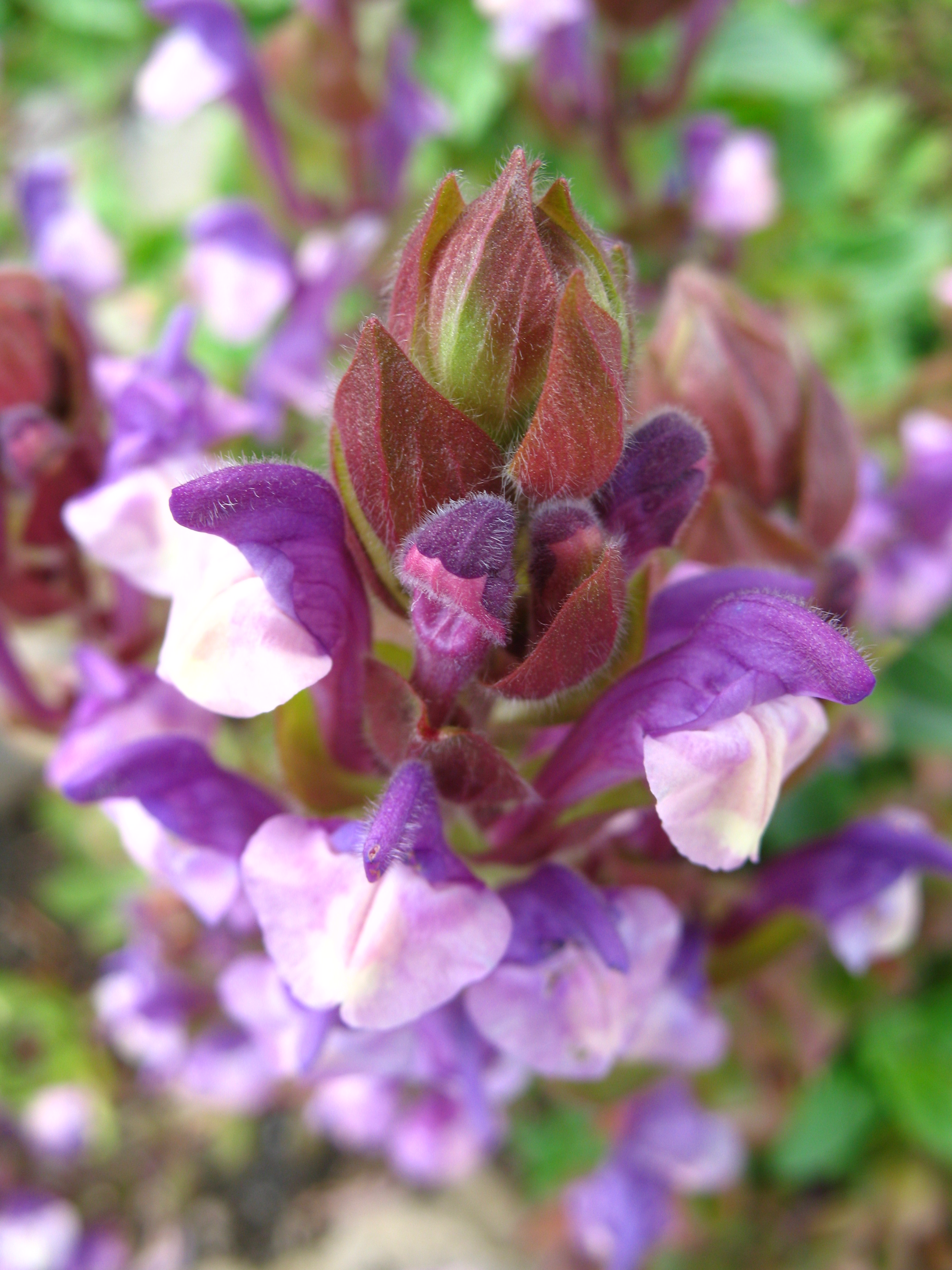
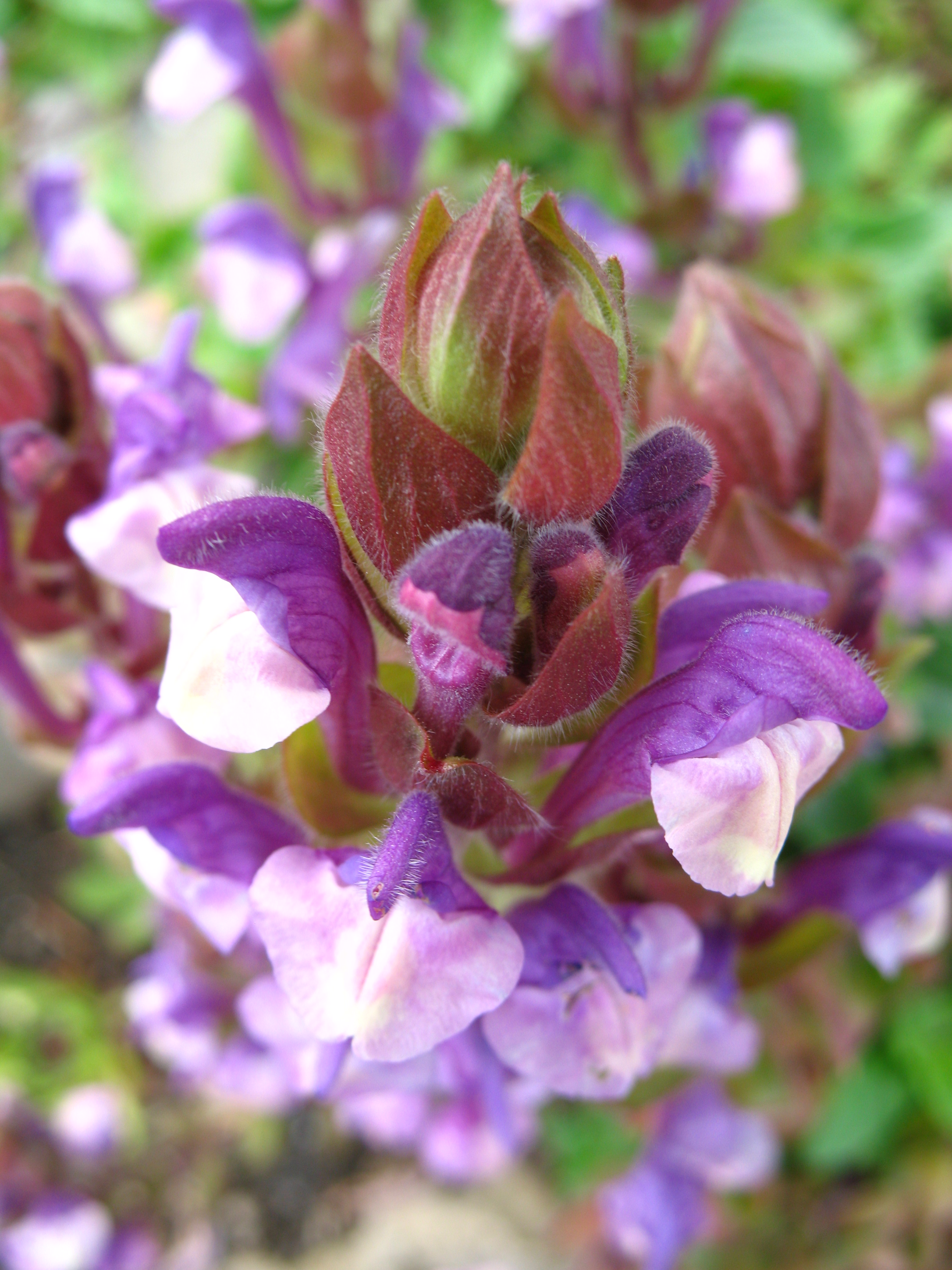